# Garra menoni
Garra menoni är en fiskart som beskrevs av Rema Devi och Indra, 1984. Garra menoni ingår i släktet Garra och familjen karpfiskar. IUCN kategoriserar arten globalt som sårbar. Inga underarter finns listade i Catalogue of Life.